# Mamma Maria (álbum)
Mamma Maria es el decimosegundo álbum de estudio de Ricchi e Poveri y es el segundo publicado como trío, después de que Occhiena Marina (cuarto miembro de la banda, que comenzó en 1967 y siguió hasta 1981) dejara el grupo. El trabajo, lanzado en 1982, es el tercero publicado por el sello Baby Records (el segundo había sido "E penso a te" en 1981, y el primero, en 1980, todavía contó con la participación de Marina). Del disco se extrajo como sencillo promocional, la canción que abre el segundo lado del LP, Piccolo amore. Se presentó en el lado A de un sencillo de 45 pulgadas, mientras que en el lado B se incluyó la canción "Perché ci vuole l'amore".

## Lista de canciones

### Edición italiana[1]- 1982
Lado A
1. Mamma Maria (Minellono/Farina)
2. Poveri (Minellono/De Stefani/Ameli/Farina)
3. Magnifica serata (Minellono/Farina)
4. Malinteso (Minellono/Farina)
5. Venezia (Minellono/Farina/Ghinazzi)

Lado B
1. Piccolo amore (Minellono/Farina)
2. Amarsi un po' (Minellono/Farina)
3. C'è che sto bene (Minellono/Farina)
4. Fortissimo (Minellono/Reverberi/Barabani)
5. Perché ci vuole l'amore (Minellono/Farina)

Minellono es el autor de todas las letras y la música de Farina, De Stefani, Ameli, Ghinazzi, Reverberi y Barabani, como se indica.

### Edición española - 1983
Lado A 
1. Mamá María
2. Pobres
3. Espléndida velada
4. Malentendido
5. Venecia

Lado B 
1. Piccolo amore
2. Amar así
3. Es que estoy bien contigo
4. Fortísimo
5. Porque si quiere el amor

## Créditos
- Ricchi e Poveri: Angela Brambati, Angelo Sotgiu, Franco Gatti: voces

- Gunther Gebauer: bajo
- Curt Cress: batería y percusión
- Mats Bjorklund, Charles Hornemann: guitarras
- Geoff Bastow: teclados y sintetizadores
- The Münich Strings: orquesta
- Paola Orlandi, Lalla Francia, Eloisa Francia, Gabriele Balducci, Mario Balducci, Ornella Cherubini, Marina Balestrieri, Silvio Pozzoli: coros

- Baby Records: producción
- Dario Farina: producción ejecutiva
- Cedric Beatty: grabación @ «Union Studios», Monaco di Baviera
- Nino Iorio: grabación de voces @ «Bach Studio», Milán
- Jurgen Koppers, Cedric Beatty: mezcla @ «Arca Studios» & «Union Studios», Monaco di Baviera
- Gian Piero Reverberi: arreglos y dirección musical
- Herbert Koeller, Annelore, Romano Pandolfi y Fabrizio, Otto De Pottestin, Gian Luigi Pezzera y «Il Cortile»: colaboración especial

- Marzia Malli: foto de carátula
- Enzo Mombrini, Erminia Munari: dirección artística
- Grapyche Magica 2000 (Milano): diseño de carátula